# Kiran Badloe
Kiran Badloe (* 13. September 1994 in Almere) ist ein niederländischer Windsurfer.

## Erfolge
Kiran Badloe nahm an den Olympischen Jugend-Sommerspielen 2010 in Singapur teil, die er auf dem 19. Rang beendete. Bei Weltmeisterschaften sicherte sich Badloe 2016 in Eilat die Bronzemedaille und wurde 2018 in Aarhus Vizeweltmeister. In den Jahren 2019, 2020 und 2021 gelang ihm schließlich dreimal in Folge der Titelgewinn. Außerdem wurde er 2019 und 2021 Europameister, während er 2020 Bronze gewann.
Bei den 2021 ausgetragenen Olympischen Spielen 2020 in Tokio vertrat Badloe die Niederlande in der Windsurfkonkurrenz und folgte damit seinem Landsmann Dorian van Rijsselberghe, dem 2012 und 2016 der Olympiasieg gelungen war. Auch Badloe ließ die Konkurrenz hinter sich. Er gewann fünf der ersten zwölf Wettfahrten und schloss jede Wettfahrt außer einer, bei der er Siebter wurde, in den Top Fünf ab. Bereits vor dem abschließenden Medal Race war ihm der Gesamtsieg nicht mehr zu nehmen. Nachdem er in diesem Rang zwei belegt hatte, beendete er den Wettbewerb mit 37 Gesamtpunkten vor Thomas Goyard aus Frankreich mit 74 Punkten und dem Chinesen Bi Kun mit 75 Punkten und gewann die Goldmedaille.